# Rosières-en-Haye
 Rosières-en-Haye  là một xã thuộc tỉnh Meurthe-et-Moselle trong vùng Grand Est đông bắc nước Pháp. Xã này nằm ở khu vực có độ cao trung bình 259 mét trên mực nước biển.